# Dusty Hill
Joseph Michael „Dusty” Hill (n. 19 mai 1949, Dallas, Texas, SUA – d. 27 iulie 2021, Houston, Texas, SUA) a fost un muzician american, care a fost basistul formației americane de muzică rock, ZZ Top. În 2004 a fost introdus în Rock and Roll Hall of Fame ca membru al formației ZZ Top. Hill a cântat cu ZZ Top timp de peste 50 de ani; după moartea sa, a fost înlocuit cu tehnicianul de chitară de lungă durată a trupei, Elwood Francis, în conformitate cu dorințele lui Hill.